# Karibische Affäre
Karibische Affäre (Originaltitel A Caribbean Mystery) ist der 55. Kriminalroman von Agatha Christie. Er erschien zuerst im Vereinigten Königreich am 16. November 1964 im Collins Crime Club und im folgenden Jahr in den USA bei Dodd, Mead and Company. Die deutsche Erstausgabe wurde vom Scherz Verlag (Bern, München, Wien) 1966 in der bis heute verwendeten Übersetzung von Willy Thaler veröffentlicht. 
Es ermittelt Miss Marple in ihrem neunten Roman in einem Hotel in der Karibik.

## Handlung
Miss Marple bekommt von ihrem Neffen Raymond West und dessen Frau Joan eine Reise in die Karibik geschenkt. Sie wohnt in dem von dem jungen Ehepaar Tim und Molly Kendal kürzlich übernommenen Hotel Golden Palm. Die beiden wirken wie ein sehr glücklich verheiratetes Paar. Zu den Gästen gehört auch Major Palgrave, der den Hotelgästen Geschichten aus seinen jungen Jahren erzählt, ohne zu merken, dass sich alle fürchterlich langweilen. Erst als er von einem Mörder erzählt, wird Miss Marple hellhörig. Er behauptet sogar, ein Foto von ihm zu besitzen. Am nächsten Morgen ist der Major tot. Außer Miss Marple halten es alle für eine Folge seines zu hohen Blutdrucks. Das Foto ist verschwunden. Wie Miss Marple erfährt, hat der Major noch unzählige andere Mördergeschichten auf Lager gehabt. Warum verhalten sich die anderen Gäste plötzlich so auffällig? Und was hat es mit den Halluzinationen von Molly Kendal auf sich? Einige Gäste scheinen zudem zahlreiche Affären zu haben. Nachdem dann noch ein Mord an der einheimischen Angestellten Victoria geschieht, beschließt Jane Marple zu handeln. Sie muss zahlreiche Rätsel und seltsame Vorkommnisse lüften, die teilweise sogar weit in der Vergangenheit (und auf anderen Inseln) liegen, um den Täter zur Strecke zu bringen. Am Ende rettet sie Molly Kendal in letzter Sekunde das Leben, nachdem zuvor Lucky Dyson ermordet worden war. Der Mörder ist ihr Mann Tim, der sich als notorischer Frauenmörder entpuppt und den Major Pelgrave von einer früheren, unaufgeklärten Mordaffäre her wiedererkannt hatte. Mollys Halluzinationen rührten von einer Belladonna-Vergiftung her. Victoria hatte sterben müssen, weil sie Tim dabei gesehen hatte, wie er in Major Palgraves Badezimmer ein Medizinfläschchen deponiert hatte und ihn erpressen wollte.

## Personen

### Hotelmitarbeiter
- Tim Kendal, Hotelbesitzer
- Molly Kendal, Frau von Tim
- Victoria Johnson, ein Zimmermädchen
- Jim Ellis, Victorias Mann
- Fernando, der Oberkellner
- Enrico, ein Hilfskoch

### Hotelgäste
- Miss Jane Marple, passionierte Amateurdetektivin
- Major Palgrave, ein Kolonialoffizier
- Dr. Graham, ein pensionierter Arzt
- Oberst Edward Hillingdon
- Evelyn Hillingdon, seine Frau
- Greg Dyson, ein Kanadier
- „Lucky“ Dyson, seine Frau
- Kanonikus Prescott, ein älterer Geistlicher
- Joan Prescott, seine Schwester
- Jason Rafiel, ein jähzorniger Millionär, gehbehindert
- Esther Walthers, seine Sekretärin
- Arthur Jackson, Rafiels Diener
- Señora de Caspearos, junge Venezolanerin

### Ermittler
- Inspektor Weston, der ermittelnde Kriminalbeamte vom C.I.D.
- Mr. Deventry, Mitarbeiter des Administrators, Freund von Dr. Graham
- Dr. Robertson, Polizeiarzt

## Bezüge zu anderen Werken
In Das Schicksal in Person, dem elften Roman mit Miss Marple, erhält sie einen posthumen Auftrag von Jason Rafiel. Er bittet Miss Marple das Schicksal seines Sohnes aufzuklären. Der Originaltitel Nemesis dieses Krimis bezieht sich auf eine Schlüsselszene in dem Roman Karibische Affäre: Eingehüllt in ihr wollenes Umschlagtuch, hatte Miss Marple den Mörder gestellt und sich ihm als Nemesis, die griechische Göttin der Rache, präsentiert. Dieser Auftritt hatte Mr. Rafiel so beeindruckt, dass er sich bis zu seinem Tod daran erinnerte. 
Raymond West und seine Frau Joan sind vertraute Figuren aus anderen Miss-Marple-Romanen. Der Erfolgsschriftsteller und seine Frau – in den ersten Büchern noch Verlobte – sind enge Vertraute der alten Dame, und Raymond verehrt seine Tante sehr. Er ist eine der wenigen Figuren, die ihr als intellektuell ebenbürtig gezeichnet werden. Eine zentrale Rolle spielt er in Der Dienstagabend-Klub.

## Verfilmungen

### Das Mörderfoto
Die erste Verfilmung des Romans ist ein amerikanischer Fernsehfilm aus dem Jahr 1983. Die Rolle der Miss Marple spielt Helen Hayes. Drehort war Kalifornien.

### Miss-Marple-Serie der BBC
1989 wurde der Roman für die Fernsehserie Miss Marple der BBC verfilmt. Die Rolle der Miss Marple spielte Joan Hickson, die Rolle des Mr. Rafiel wurde von Donald Pleasence verkörpert. Gedreht wurde diese Episode auf Barbados im Coral Reef Hotel.

### Miss-Marple-Serie der ITV
In der Fernsehserie Agatha Christie’s Marple der ITV wurde der Roman als erste Episode der sechsten Staffel verfilmt und 2013 in Großbritannien ausgestrahlt. Julia McKenzie spielt die Rolle der Miss Marple. Der Drehort war in Südafrika bei Kapstadt.

### Französische Fernseh-Serie
Im Rahmen der französischen Fernsehserie Mörderische Spiele wurde der Roman sehr frei unter dem Titel Albert Major redet zuviel 2016 in Staffel 2, Folge 16 verfilmt.

## Wichtige Ausgaben
- 1964 Collins Crime Club (London) 16. November 1964
- 1965 Dodd Mead and Company (New York)
- 1966 deutsche Erstausgabe im Scherz Verlag in der Übersetzung von Willy Thaler[4]
- 2014 Neuübersetzung von Christa Broermann

## Hörbücher
- 2005 Karibische Affäre (5 CDs): einzige ungekürzte Lesung. Sprecherin: Ursula Illert. Regie: Hans Eckardt. Übersetzung von Willy Thaler: Verlag und Studio für Hörbuchproduktionen (Marburg/Lahn)[5]